# Nedrow
Nedrow est une census-designated place du comté d'Onondaga, dans l'État de New York, aux États-Unis,. En 2020, elle compte une population de 2 095 habitants.